# 軍都県
軍都県（ぐんと-けん）は中華人民共和国北京市にかつて設置された県。現在の昌平区に相当する。
前漢により設置され、県治は昌平区南西部に設置された。南北朝時代に北魏により県治は昌平区北部に遷されている。北斉により廃止され、管轄区域は昌平県に統合された。